# 児島地域 (倉敷市)
児島地域（こじま ちいき）は、岡山県倉敷市の行政上の地域区分。同市南東部に位置し、倉敷市役所児島支所の管内にあたる。かつての児島市に相当し、1967年2月1日、倉敷市・玉島市との3市による新設合併で改めて倉敷市となった。

## 概要

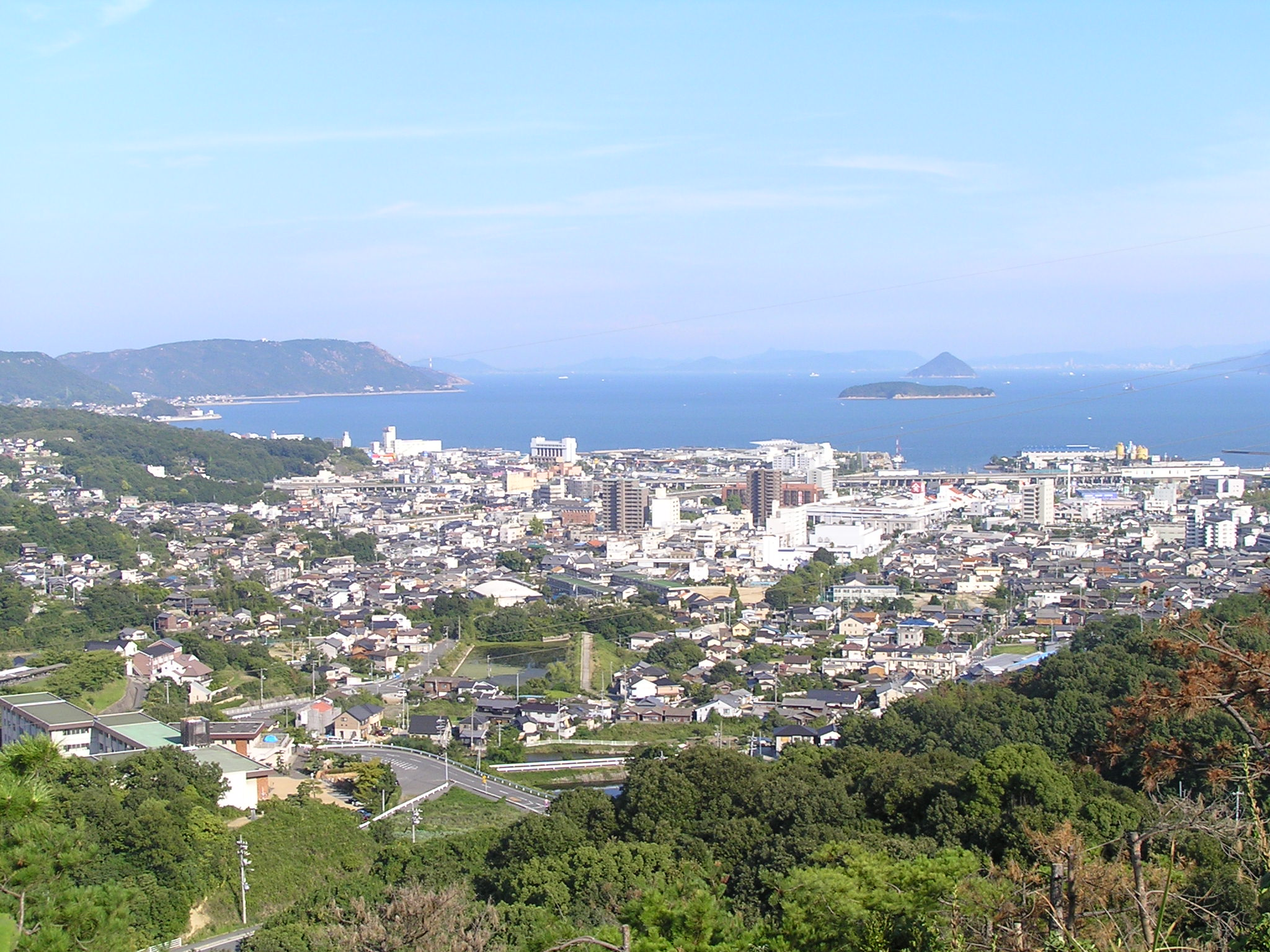
児島市街と瀬戸内海

児島は瀬戸内海に面した岡山県最南端（島嶼部を除く）の児島半島西部に位置する面積約80km2、人口約7万5千人の地域である。また、1988年4月10日に完成した瀬戸大橋（本州四国連絡橋のうちの「児島・坂出（香川県）ルート」）の本州側の起点でもある。古くから海運業や製塩業、繊維業が栄え、現在も学生服・ユニフォーム・ジーンズ（デニム）等を代表とするアパレル産業が盛ん。日本産ジーンズ発祥の地としても大変有名である。
観光面では瀬戸内海国立公園の主要景勝地の一つである鷲羽山や王子が岳、中世からの港町である下津井などを有する。なかでも、鷲羽山は瀬戸大橋と瀬戸内の多島海を眺めることのできる絶景ポイントとして県内有数の観光地となっており、市内の観光客数でも倉敷美観地区に次ぐ。近年ではジーンズの生産工房や鷲羽山、歴史を巡る定期観光バスを走らせるなどして全国にアピールしている。

## 地理
児島の立地する児島半島は近世初頭の干拓により本州と陸続きとなる以前は島であった。倉敷市内でも自然豊かな地域であり、市内の緑地の大半が、また、数少なくなった砂浜などの自然海岸を有し、地域中央部を占める山から海へ小河川が四方に流れる複雑な地形と景観を見せる。海に囲まれた地形的特徴から大きな河川は発達せず、古くから多くの溜池が作られた。大部分は現在でも維持されており、地域の景観的特徴の一つとなっている。地域を地形的に区分すると、北西側の鴨ヶ辻山系から北東の由加山系を境に大きく二つに分けることができ、北側で児島湾へ向かって東流する郷内川、南側で瀬戸内海（味野湾）へ向かって南北に長い児島丘陵の西側を南流する小田川、同じく東側を南流する下村川といった数キロの小河川沿いに比較的まとまった平野が見られる。これら3つの平野部を除いて水田に適した低地に乏しい一方で、その地理的な条件を生かして古くから塩業や漁業、海運業、織物業などの産業が発達し、交易や信仰の拠点として経済的にも周辺地域より優越する場であるいわゆる都市的な場であったといえる。
現在の児島市街は、地域南東部の味野湾に面する近世からの市街地を基盤とする味野や下の町・田の口などを中心として海沿いや丘陵間の低地を流れる小田川・下村川沿いを中心に形成され、海に沿って約7キロ途切れなく続く。市内でも高密度なまとまりとなっており、一部は沿岸部北側のなだらかな丘陵にも広がる。また、半島の付け根の郷内川沿いには中世に繁栄した熊野権現を中心とする郷内地区が、児島の東半分を占める由加山山上には近世に繁栄し現在も地域の参詣客を集める瑜伽大権現がそれぞれ社寺とその門前町を残しており、さらに、半島西部の水島灘に面して古代の荘園と港の風景を今に伝える通生が、南端の備讚瀬戸に面して古い港町の下津井が立地する。

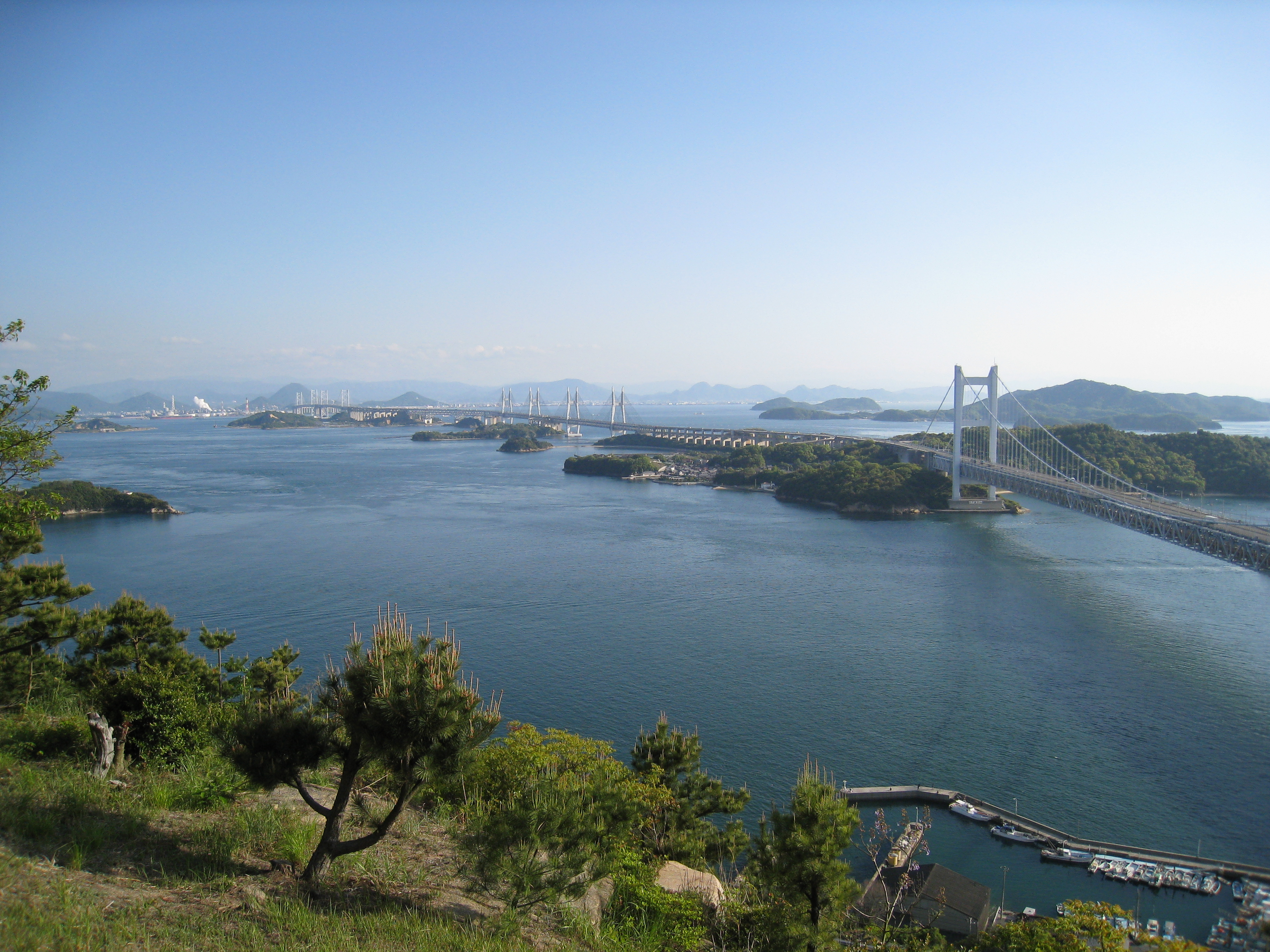
備讚瀬戸と瀬戸大橋

### 地名の由来
「こじま」あるいは「こしま」という地名は有史以来一貫して当地を含む現在の児島半島一帯を示す呼称として使用されており、歴史のある地名といえる。最古の正史である『日本書紀』の国生み神話では、吉備子洲（きびのこじま）あるいは子洲（こしま）と記され、『古事記』では吉備兒島という呼称で登場する。これらが史書における「こじま」の初見といえ、児島は本州や九州などに次いで古代日本列島を構成する主要な島の一つとして認識されていたことがうかがえる。以上のように過去には種々の漢字表記が混在し、「児」は、兒・子・仔など、「島」は洲や嶋などと表記されることもあった。1946年の当用漢字表告示以降は「児島」と表記される。

### 主な自然地形
海域
瀬戸内海のほぼ中央に位置する児島の海は、四国との間にかけて広がる備讚瀬戸海域に属し、また、鷲羽山を境として、東側の主に児島市街が面する海域は味野湾、西側で通生や塩生が面する海域は水島灘と呼ばれている。また味野湾は、近年、魚の産卵場所としての重要性が認識されているアマモ場として瀬戸内海最大のものが存在する貴重な海域でもある。
- 備讃瀬戸
- 味野湾
- 水島灘

島嶼
- 六口島（面積1.09km2、人口11人）
- 松島（面積0.08km2、人口4人）
- 釜島（面積0.4km2、無人島）
- 竪場島（面積0.12km2、無人島）

半島
- 児島半島

山岳・丘陵
児島の山は概ね300m以下の山からなっており、岡山県内で見ると瀬戸内丘陵群に区分され、倉敷市の地形地域区分では児島山地に属している。
- 由加山山系
  - 奥ケ峰（由加 300.4m）
  - 妙見山（由加 283.2m）
  - 福南山（福江 281.9m）
  - 瑜伽山（由加 273.1m）
  - 仙随山（田の口 273.4m）
  - 佐渡山（由加 272.5m）
  - タコラ山（木見 215.5m）
  - 龍王山（木見 194.0m）
  - 由加平山（福江 184.0m）
  - 岩滝山（田の口 169.7m）

- 鴨ケ辻山〜石鉄山山系
- 鴨ケ辻山（福江 283.9m）
  - 松楠山（福江 235.0m）
  - 大山（塩生 223.5m）
  - 石鉄山（柳田 220.6m）
  - 神山（稗田 220.6m）
  - 高山（柳田 196.0m）
- 竜王山山系
  - 竜王山（味野 203.4m）
  - 祇園山（塩生 161.0m）
  - 城山（味野 146.2m）

- 熊野神社山系
  - 蟻蜂山（林 232.0m）
  - 熊山（木見 237.5m）
- 王子ケ岳
  - 新割山（唐琴 234.4m）
  - 王子ケ岳（唐琴 227.8m）

- 下津井丘陵
  - 神道山（吹上 144.3m）
  - 鷲羽山（大畠 133.5m）
  - 三百山（菰池 124.8m）
  - 大向山（菰池 111.0m）
- 児島丘陵
  - 児島丘陵（小川、下の町、上の町、稗田 50〜60m）

河川
- 小田川（水源地 稗田、5.410km）
- 下村川（水源地 上の町、2.012km）
- 郷内川（水源地 林・木見、6.137km）

湖沼
児島地域には、1994年時点で614か所の溜池が存在し、その数は市内でも突出して多い。
そのうち約300か所は、17世紀中頃に児島郡奉行の石川善右衛門により築造または拡張整備されたものであると伝えられている。
- 小田川水系
  - 大池（稗田 127,800m3）
  - 馬渡木池（小川 50,400m3）
  - 小原池（柳田 47,000m3）
  - 扇池（味野城山 35,600m3）
  - 宮池（赤崎 32,000m3）
  - 祈祷池（柳田 31,300m3）

- 下村川水系
  - 長谷池（上の町 213,600m3）
  - 砂池（上の町 125,800m3）
  - 蓼ノ尾池（上の町 78,800m3）
  - 積泉池（上の町 41,000m3）

- 郷内川水系
  - 福林湖（福江 229,000m3）
  - 森池（木見 222,000m3）
  - 硯池（尾原 49,300m3）
  - 相引池（福江 46,400m3）
  - 見池（尾原 40,800m3）
  - 皆谷上池（串田 34,500m3）
  - 山の下池（曽原 33,300m3）

- その他
  - 加茂路池（田の口 98,700m3）
  - 鴻の横山池（通生 90,800m3）
  - 大池（通生 90,700m3）
  - 鴻の新池（塩生 35,200m3）

### 管内の町字など
本荘地区
- 児島通生
- 児島塩生
- 児島宇野津

下津井地区
- 下津井
- 下津井一丁目～五丁目
- 下津井吹上
- 下津井吹上一丁目・二丁目
- 下津井田之浦
- 下津井田之浦一丁目・二丁目
- 大畠 大畠一丁目・二丁目

赤崎地区
- 児島赤崎
- 児島赤崎一丁目～四丁目
- 児島阿津一丁目～三丁目
- 菰池
- 菰池一丁目～三丁目
- 児島元浜町

味野地区
- 児島味野
- 児島味野一丁目～六丁目
- 児島味野城一丁目・二丁目
- 児島味野上一丁目・二丁目
- 児島味野山田町
- 児島味野城山
- 児島駅前一丁目～四丁目

児島地区
- 児島稗田町
- 児島柳田町
- 児島小川町
- 児島小川一丁目～十丁目

琴浦地区
- 児島下の町
- 児島下の町一丁目～十丁目
- 児島上の町
- 児島上の町一丁目～四丁目
- 児島田の口
- 児島田の口一丁目～七丁目
- 児島唐琴町
- 児島唐琴一丁目～四丁目
- 児島由加
- 児島白尾

郷内地区
- 林
- 木見
- 曽原
- 串田
- 福江
- 尾原

### 隣接する地域
- 北：倉敷市倉敷地域
- 北西：倉敷市水島地域
- 北東：岡山市南区（旧灘崎町）
- 東：玉野市
- 南（海上で香川県）：丸亀市、坂出市

### 気候
瀬戸内海のほぼ中央に位置し、日本の気候区分では瀬戸内海式気候に属する。1年を通じて温暖で穏やかな気候で日本国内及び県内他地域と比べても降水量が少なく晴天日数が多いといえる。また、降雪積雪は極まれである。
気象庁の観測所は児島地域には設置されていないが隣接する倉敷地域と玉野市に設置されており、倉敷地域が内陸で盆地状の地形であるのに対して、同じく児島半島に位置し瀬戸内海に面することからより当地域の条件と近似すると考えられる玉野市の玉野地域気象観測所の観測値によると、年平均気温は15.7℃、年平均降水量は1021.6mmで、年平均日照時間は2131.9時間である。
| 月                                                                     | 1月   | 2月   | 3月   | 4月   | 5月   | 6月   | 7月   | 8月   | 9月   | 10月  | 11月  | 12月  | 年     |
| ---------------------------------------------------------------------- | ----- | ----- | ----- | ----- | ----- | ----- | ----- | ----- | ----- | ----- | ----- | ----- | ------ |
| 最高気温極値                                                           | 17.2  | 19.1  | 21.5  | 29.0  | 30.3  | 33.4  | 37.1  | 39.0  | 35.7  | 30.1  | 25.2  | 20.9  | 39.0   |
| 平均最高気温                                                           | 7.1   | 9.6   | 13.3  | 19.6  | 24.2  | 27.4  | 31.4  | 33.0  | 28.7  | 23.0  | 17.3  | 12.0  | 19.3   |
| 平均気温                                                               | 5.4   | 5.3   | 8.3   | 13.3  | 17.9  | 21.8  | 25.8  | 27.6  | 24.2  | 18.3  | 12.8  | 7.8   | 15.7   |
| 平均最低気温                                                           | 2.5   | 2.5   | 5.2   | 10.5  | 15.2  | 19.8  | 24.0  | 25.1  | 21.1  | 15.0  | 9.5   | 4.7   | 12.4   |
| 最低気温極値                                                           | -4.0  | -6.4  | 1.7   | 0.1   | 5.7   | 10.4  | 17.5  | 18.3  | 11.6  | 5.8   | 1.7   | -3.5  | -6.4   |
| 平均降水量                                                             | 33.5  | 43.4  | 84.4  | 83.9  | 110.5 | 158   | 132.9 | 78.6  | 144.2 | 79.4  | 49.1  | 23.7  | 1021.6 |
| 平均日照時間                                                           | 141.4 | 145.3 | 166.3 | 199.3 | 207.1 | 165.3 | 213.4 | 243.8 | 164.1 | 174.9 | 156.0 | 154.8 | 2131.9 |
| 気温： (°C)、降水量： (mm)、日照時間： (h)、（2009年12月時点の平年値） |       |       |       |       |       |       |       |       |       |       |       |       |        |

## 歴史

### 年表
近代以降
明治
- 1872年 - 下津井に郵便取扱所が開設される。
- 1877年 - 下津井に浦役場が置かれる。
- 1877年 - 倉敷警察署味野分署（現児島警察署）が置かれる。1878年に味野警察署と改称。
- 1878年 - 児島郡の郡役所が味野村に置かれる。
- 1882年 - 下村（現・下の町）で下村紡績所が操業。（日本における初期綿糸紡績工場、1903年閉鎖）。
- 1888年 - 私設の児島群教育会設立。
- 1878年 - 味野、長浜（現・大畠）、本荘（現・通生）、鴻（現・下の町）に浦役場が置かれる。
- 1889年 - 味野に岡山区裁判所味野出張所開設。
- 1891年 - 味野に私設の電信郵便局開局。
- 1893年 - 味野紡績所（後の敷島紡績味野工場）設立
- 1896年 - 下津井村が町制施行。
- 1896年 - 味野に児島銀行、下村（現・下の町）に鴻村銀行が設立される。
- 1898年 - 下村（現・下の町）と岡山の間に馬車交通開通。
- 1905年
  - 味野の野﨑家で私設上水道敷設。
  - 塩の政府専売制施行
- 1908年 - 児島郡立児島商船学校（後の独立行政法人海技大学校・児島分校）設立。（味野）
- 1909年 - 味野町に電話開通。
- 1910年 - 下村（現・下の町）に琴浦女学校創立。
- 1911年 - 児島電気株式会社設立。電灯電力の供給が開始される。

大正
- 1913年 - 下津井軽便鉄道（後の下津井電鉄） - 味野町～茶屋町間開通、翌年 - 味野町～下津井間開通。
- 1915年 - 児島染色学校開校。
- 1919年 - 味野に六ヶ町村組合立竜王実科女学校（岡山県立龍王高等女学校の前身、後の岡山県立児島高校、現・岡山県立倉敷鷲羽高等学校 ）開校。
- 1925年 - 下津井〜岡山間のバス営業開始。（下津井電鉄）
- 1925年 - 常磐座（劇場〜映画館）創業。

昭和
- 1933年 - 味野町で上水道の送水開始。
- 1934年 - 鷲羽山と王子ヶ岳が瀬戸内海国立公園に指定される。
- 1936年 - 町立児島商業学校（後の岡山県立琴浦高校、現在の岡山県立倉敷鷲羽高等学校）開校。
- 1946年
  - 10月　琴浦地区商工会議所発足
  - 12月　南児商工会議所発足
- 1947年 - 児島商工会議所設立（琴浦商工会議所と南児商工会議所が合併）
- 1948年 - 児島郡児島町・味野町・下津井町・本荘村が対等合併し、児島市を新設。
- 1948年 - 児島市消防本部設置。
- 1948年 - 児島市立児島高校開設。（現倉敷市立倉敷翔南高等学校 ）
- 1949年 - 下津井鉄道が全線電化される。
- 1950年 - 児島市民病院（現：倉敷市立市民病院）開設。
- 1952年 - 児島競艇場開設。（元浜）
- 1955年 - 第1回児島繊維祭（現・児島フェス ＃せんいさい）開催。
- 1956年 - 児島郡琴浦町と児島市（旧）が対等合併して児島市（新）が発足する。
- 1959年 - 児島郡郷内村を編入する。
- 1962年 - 児島市立第一高等学校（現倉敷市立倉敷翔南高等学校 ）開校。（稗田町）
- 1962年 - 第17回国民体育大会開催。柔道（味野）とクレー射撃（下の町）の会場となる。
- 1963年
  - 学生服生産数量ピーク
  - 中山運動公園開設（22.6ha）
- 1967年 - 敷島紡績児島工場工場（旧・味野工場）閉鎖
- 1965年 - 日本初の国内縫製ジーンズ、日本初の洗い加工ジーンズを発売（ビッグジョン（当時マルオ被服）、田の口）
- 1967年 - 児島市が倉敷市（旧）・玉島市と対等合併して倉敷市（新）が発足する。
- 1969年 - 塩田が廃止される。
- 1970年 - 児島文化センター（1200席収容のホール）開設。（味野）
- 1970年 - 下水処理場通水。
- 1972年 - 下津井電鉄線の茶屋町～児島間が部分廃止。
- 1973年 - 倉敷市立児島図書館開館。（小川町）
- 1974年 - 倉敷市立短期大学開学。中山運動公園開設。（小川町）
- 1976年 - 最大人口を記録する。84,261人
- 1978年 - 瀬戸大橋起工。
- 1980年 - 琴浦地区紡績（旧・下村紡績）廃業
- 1981年 - ニチイ児島店開業。（下の町）
- 1987年 - 野﨑家旧宅（旧・野﨑武左衛門邸、味野）の一般公開開始。
- 1988年
  - 2月　天満屋ハピータウン児島店開業。（駅前）
  - 3月20日 - JR児島駅～茶屋町駅間開業。児島駅西口で瀬戸大橋架橋記念博覧会開幕。
  - 倉敷市瀬戸大橋架橋記念館（現・児島市民交流センター交流棟）、橋の公園（味野公園）開設。（味野）
  - 4月10日 - 児島～坂出（香川県）間に瀬戸大橋完成。

平成
- 1989年 - 琴浦地区紡績（旧・下村紡績所、レンガ造）解体。
- 1991年 - 下津井電鉄の鉄道が全線廃止 (児島：旧味野町～下津井間）。
- 1991年 - 下津井に荻野美術館開館。（下津井吹上）
- 1992年
  - 倉敷ファッションセンター開設。（駅前）
  - 瀬戸大橋架橋記念公園 開設（旧・下津井城址、16.7ha、下津井吹上）
- 1995年 - 野崎家旧宅が野﨑家塩業歴史館（味野）として博物館登録される。
- 1997年 - 塩専売制度廃止
- 1999年 - 第1回ファッションタウン児島トライアスロン大会開催。
- 2001年 - 児島サティ閉店。（旧・ニチイ児島店）
- 2003年 - ジーンズミュージアム開設。（下の町）
- 2004年 - 児島マリンプール、児島地区公園開設（小川町）。2005年に第60回国民体育大会（晴れの国おかやま国体）夏季大会主会場になる。
- 2005年 - 岡山県立倉敷鷲羽高等学校開校。（旧・児島高校と琴浦高校が統合）
- 2006年 - 荻野美術館閉館。
- 2007年 - 岡山県立児島高等学校閉校。
- 2007年 - 岡山県立琴浦高等学校閉校。
- 2009年 - 海技大学校児島分校閉校。
- 2010年
  - 3月　倉敷市瀬戸大橋架橋記念館閉館。（翌年児島市民交流センター交流棟に改称され再開館）
  - 11月　児島学⽣服資料館開設。（下の町）
- 2011年
  - 3月　倉敷市児島産業振興センター開設。（駅前）
  - 10月　児島市民交流センター（292席収容の小ホール、図書館、公民館、交流棟（旧・瀬戸大橋架橋記念館から改称））開設。
- 2013年 - 児島ジーンズストリート協同組合設立。（味野）
- 2015年 - 吹上美術館開設。（下津井吹上、旧・荻野美術館跡）
- 2017年 - 児島の繊維産業の歴史が日本遺産に認定される。
- 2018年 - 下津井の北前船による交易と児島の製塩や繊維産業の歴史が日本遺産に認定される。

## 経済

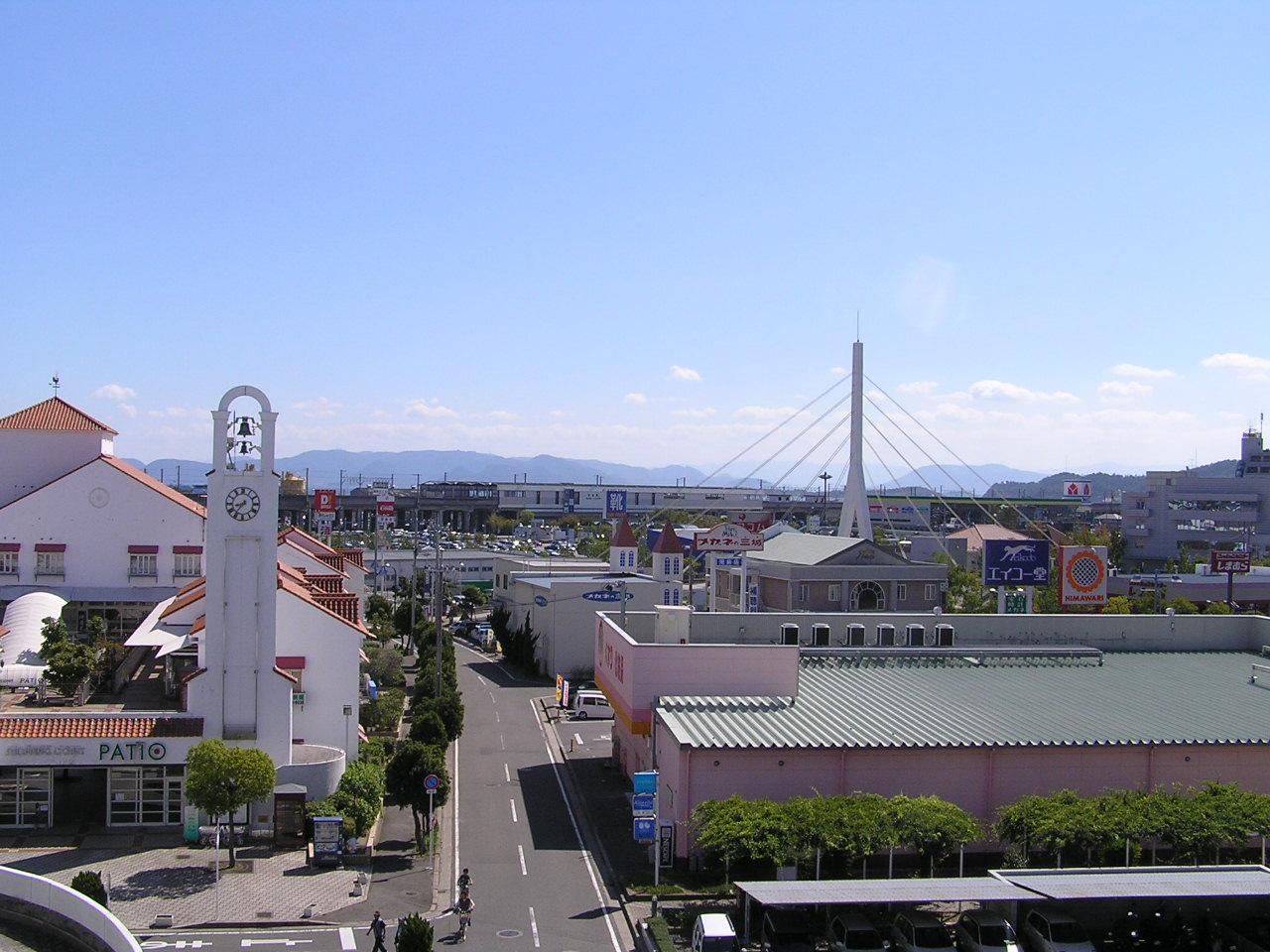
児島駅前周辺

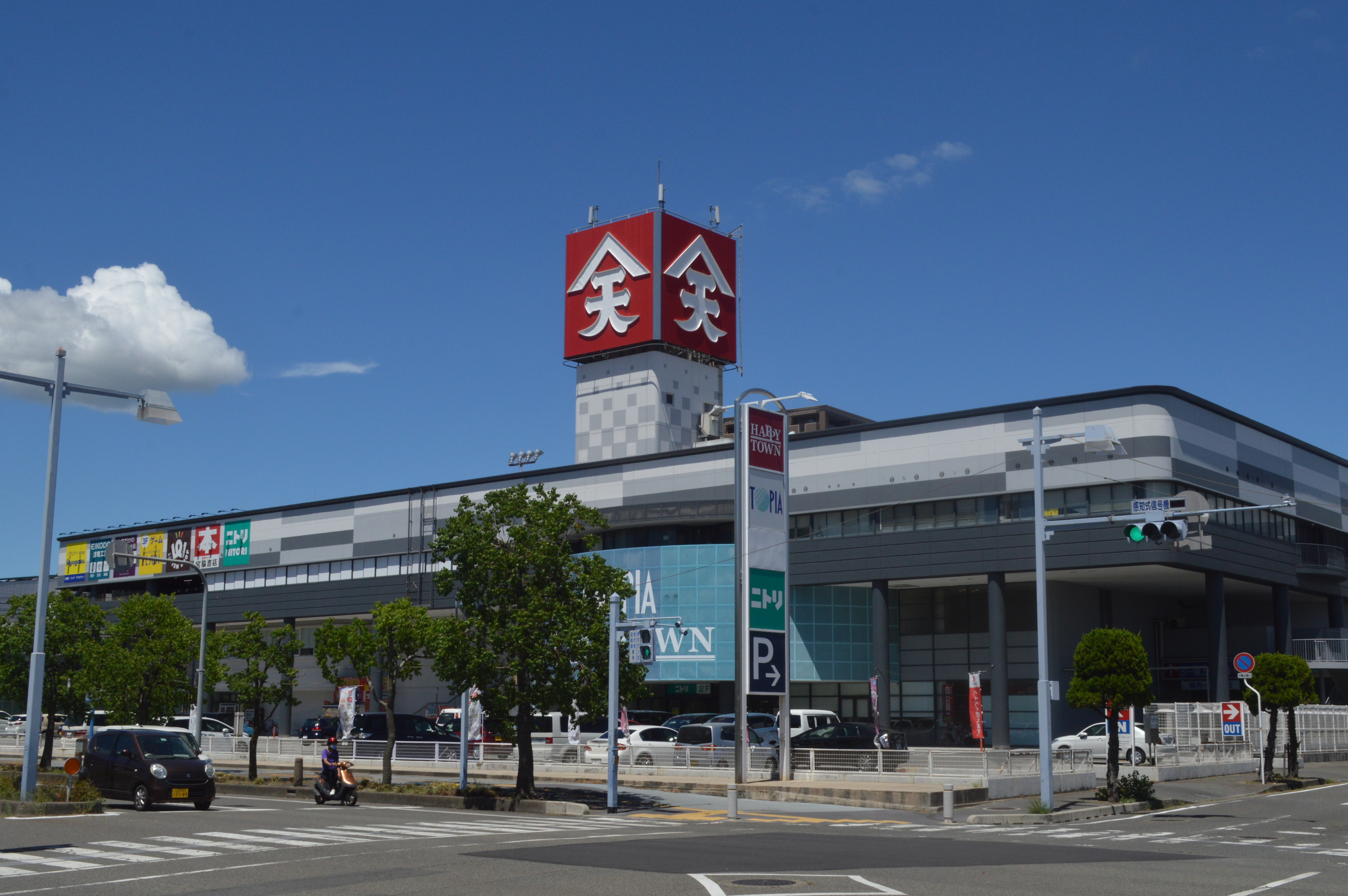
天満屋ハピータウン児島店

### 商業
古くは下津井に港と一体となった商業地が発達した。近世には在町である下津井に加えて味野、下村（現下の町）、田の口などの市街地が形成され、近代以降は味野と下の町を中心に商業の集積が見られた。現在、主な商業地としては下記の3地区が挙げられる。
味野地区
旧児島市の商業中心地区。野﨑家旧宅前から児島文化センターに至る旧街道（金比羅往来）の両側約400mの区間に形成された商店街と、隣接する敷島紡績工場跡地に開発された地区と併せて商業集積地区を構成する。下津井電鉄児島駅、児島バスターミナル、百貨店や映画館などが立地し賑わいを見せたが、1988年のJR児島駅開業、1991年には下津井電鉄線及び下電児島駅の廃止に伴い児島バスターミナルもJR駅前に集約されるなど、味野地区は都市機能が流出し衰えていった。軒を並べた商店の多くが廃業・移転した結果シャッター商店街と化し、現在ではアーケードも撤去され商店街としての機能の衰退が著しく進んでおり、2009年に「ジーンズストリート」として再生させる計画が立ち上がった。2015年現在、32店舗のジーンズ専門店が軒を連ねる通りになり、往時の賑わいを徐々に取り戻しつつある。
児島駅前
1988年のJR児島駅開業に合わせ野﨑家の塩田跡に整備された新興地区。旧市街である味野側に隣接して大型ショッピングセンターの「トピア」（天満屋ハピータウン児島店）が立地し、駅側にはショッピングモールの「ショッピングコート・パティオ」と「児島七番街」がいち早くオープンした。その後も、徐々に大小の専門店が進出し、駐車場の充実した自動車で店を巡ることのできる街として発展を続けている。一方、開発されたこれらの商業施設の立地は旧市街側に限定されており、開業から20年近く経ても駅前は未利用のまま駐車場や空き地となっている区画が目立っていたが、海側の国道430号側に店舗が開かれるなど徐々に変化も見られる。
国道430号沿線
児島駅から下の町にかけての国道430号沿線の塩田跡地には低層のスーパーマーケットなどのロードサイド型店舗が多く立地する。1990年代後半から大型の店舗の出店が盛んに行われ、2008年現在では、児島地域内の大型店舗の約半数が立地するなど新たな商業の集積がみられる。

### 金融
地域内に支店を置く金融機関
- 中国銀行 児島支店（味野）、田ノ口支店、下津井支店
- おかやま信用金庫 琴浦支店（上の町）、田の口支店（田の口）
- トマト銀行 児島支店（味野）
- 広島銀行 児島支店（児島駅前）
- 百十四銀行 児島支店（児島駅前）
- 香川銀行 琴浦支店（下の町）
- 山陰合同銀行 児島支店（味野）
- 水島信用金庫 児島南支店（元浜）
- 晴れの国岡山農業協同組合 児島駅前支店（味野）、児島支店（林）

### 繊維業
児島の繊維産業は近世の小倉織や真田紐などの織物業に起源を持つ。近隣に先行して繊維業が興ったことから岡山県の繊維業の発展に果たした役割は少なくない。明治以降の洋装化に伴い大正時代には主な製品を学生服へ転換、現在では全国の男子学生服の約70%が生産され大小さまざまな学生服メーカーがそろう。企業の制服やユニホームなどの生産も盛ん。かつては近隣地域だけでなく、四国・九州からも出稼ぎ労働者を集めたが、現在では、多くの企業が中国などの海外に生産拠点を持ち、国内に残る工場では中国からの労働者受け入れを行う企業も少なくない。
制服等で培った厚手の生地の縫製や染色などのノウハウと産業集積を生かして、現在ではジーンズも主要な製品となっている。国産ジーンズ発祥の地であり、ビッグジョンのような総合アパレルメーカーからプレミアムジーンズを扱う小規模の工房、事業所名を持たない縫製、染色等の小規模専門工房まである。また、県外の多くの大手ジーンズブランドや一部の海外有名ブランドが児島の企業に開発・生産を委託している。
学生服
- 明石スクールユニフォームカンパニー - （富士ヨット）
- 荻野本店 - （マルオ・ライオン）
- オゴー産業 - （鳩サクラ）
- 菅公学生服 - （カンコー、菅公）2005年に岡山市へ移転。｢OZAKI｣のブランドでスポーツウェアも製造、ファジアーノ岡山2代目ユニフォームサプライヤー、bjリーグユニフォームパートナー。
- コーソ - （ジョンカーター）
- 児島（株） - （ディクショナリー）
- サンアミ - （スリーライン）※2008年10月10日倒産
- ニシキ - （ビック・パーサー）
- 日本被服 - （HELLO STUDENT）

ジーンズ
- ビッグジョン - （BIG JOHN）旧:マルオ被服、岡山市のボブソンの創業者はビッグジョン創業者の実弟。
- ベティスミス - （Betty Smith）旧:大島被服、ビッグジョン・ガールズ事業部としてジーンズ業界に進出。｢ジーンズミュージアム｣を運営。
- ジョンブル - （Johnbull）旧:カネワ被服
- ドミンゴ - （Domingo）旧:内田被服産業
- キャピタル - （KAPITAL）
- バイソン - （BISON）※廃業
- マエノ - （ETERNAL）※2021年3月31日特別清算
- ジャパンブルー - （MOMOTARO JEANS、JAPAN BLUE JEANS）
- ダニアジャパン - （DANIA JAPAN）
- 三野産業 - （SAIO）※2020年2月28日破産
- ニワ縫製 - （Senio MADE BY 倉敷児島）
- HIGH ROCK - （HIGH ROCK）
- バンザイ帝国 - （カミカゼアタック）
- Klax‐on - （倉敷天領デニム）
- 正藍屋 - （pure blue japan）
- Channel - （graphzero、グラフゼロ）

ユニフォーム、その他
- 寅壱 - ワーキングウェア、特殊作業服。直営ショップ「ビックタイガ」を西日本を中心に展開。八名信夫と悪役商会をCMに起用したことがある。
- 大川被服 - （DAIRIKI）ユニフォーム。
- 河合産業 - スクールウェア、スポーツウェア、介護ユニフォーム。ファジアーノ岡山の初代ユニフォームサプライヤー。
- 神馬本店 - （セレクトステージ） 女性ユニフォーム
- セロリー - ワーキングユニフォーム
- つちや産業 - 下津井電鉄の系列。鉄道やバス等の公共交通、警備、消防・官公庁等の職員用制服
- 日新被服 - （ラカン）男性用ワーキングウェア
- バイストン - （倉敷帆布）国内の帆布の7割を生産する。

### その他の業種
岡山県が先導して児島西部の水島を中心に計画された水島臨海工業地帯のうち、児島西部の塩生と宇野津の歴史ある砂浜を埋め立てて造成されたのがC地区である。全体から見ると小規模なエリアではあるが、主に石油化学系の事業所と造船所等が立地する。これら水島に立地する企業の関連企業のほか、域内には古くからの主要産業であった製塩業である製塩をおこなう企業なども立地している。
主な企業
- ナイカイ塩業 - 国内産塩の3割を生産。
- 下津井電鉄 - 倉敷から岡山にかけてのバス路線網を有する。（1965年に本社を岡山市へ移転）
- 難波プレス - 自動車シートなどの製造
- 中塚鉄工所 - 大型船舶用ディーゼルエンジン部品製造
- 山県化学 - はがせるまな板を開発
- 瀬戸埠頭 - 一般港湾運送業
- 小田象製粉 - 小麦粉、各種プレミックス製造販売等

水島臨海工業地帯C地区の事業所等
- ENEOS水島製油所
- 旭化成 水島製造所
- 日本曹達 水島工場
- 日本ゼオン 水島工場
- 水島オキシトン 水島工場
- 大阪ソーダ 水島工場
- 岡山化成 水島工場
- サノヤス造船 水島製造所
- 日本農産工業 水島工場
- 日本食品化工 水島工場

### 漁業

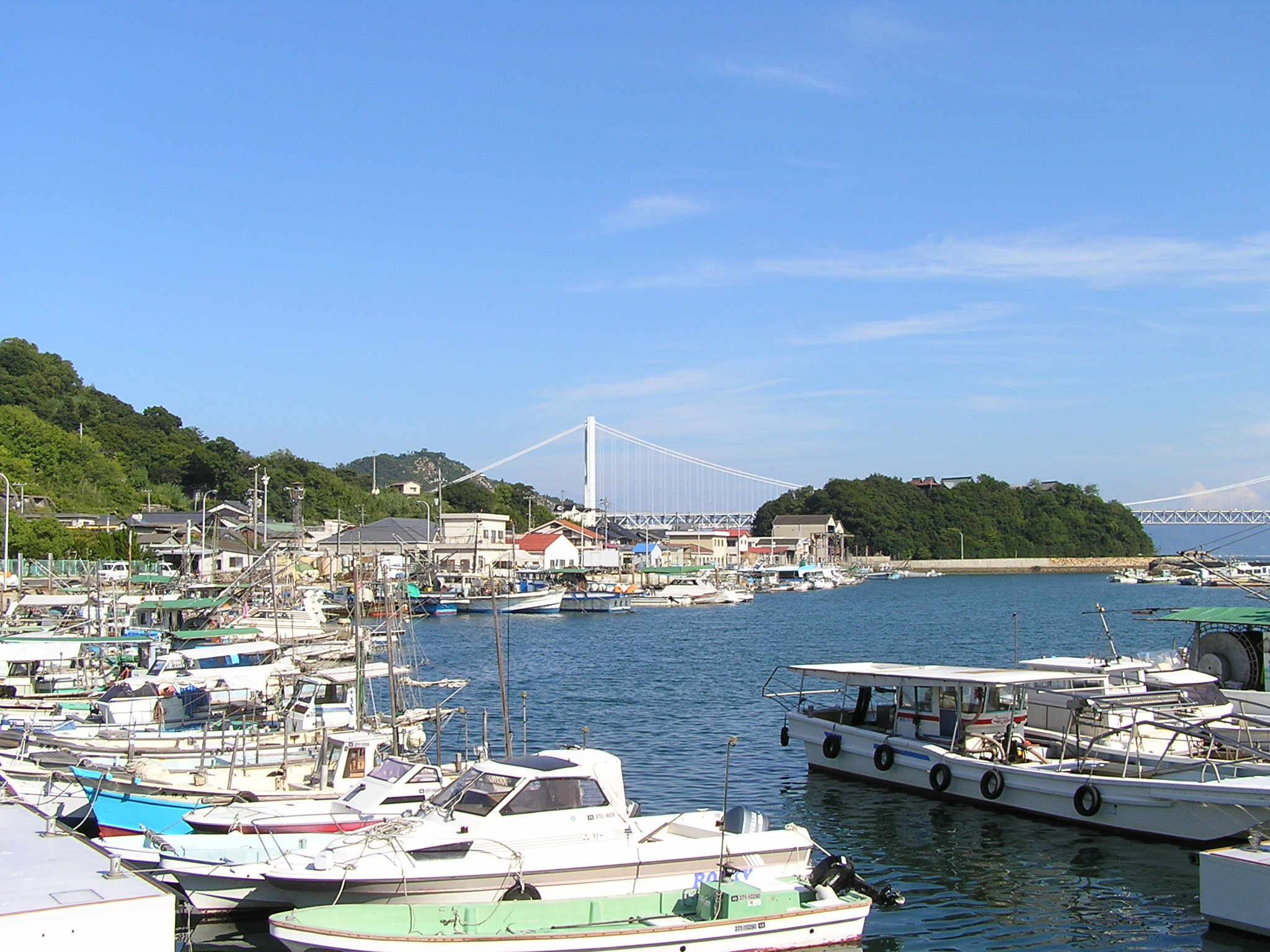
下津井港

岡山県下最大の漁獲量を誇る漁港である下津井港は、タコやイカナゴ、鯛やメバル、岡山県の郷土料理として知られるママカリ（サッパ）などの近海魚を扱う。回遊魚ではサワラやマナガツオなど。戦後はハマチ（ブリ）などの養殖も行っている。江戸時代の下津井は北前船の寄港地として廻船問屋が立ち並び遊廓も置かれ、色町の豪華さは岡山の西中島を凌ぐと謳われたほどであった。

## 行政

### 市の機関
- 倉敷市役所児島支所
  - 下津井市民サービスコーナー（旧下津井出張所）
  - 郷内市民サービスコーナー（旧郷内出張所）
- 倉敷市児島消防署

### 県の機関
- 岡山県児島警察署

### 国の機関
- 児島区検察庁
- 岡山労働局倉敷中央公共職業安定所児島出張所

司法機関
- 岡山家庭裁判所児島出張所
- 児島簡易裁判所

## 教育
短期大学
- 倉敷市立短期大学

専門学校
- 岡山服飾ビジネス専門学校

高等学校
- 岡山県立倉敷鷲羽高等学校 - 全日制、2005年に児島・琴浦の県立2高等学校を再編、2007年4月移行
- 倉敷市立倉敷翔南高等学校 - 定時制、2003年に市立児島第一（全日制・定時制、2001年に市立南海と合併）・市立児島（定時制）の2高等学校を再編、2006年4月移行

中学校
- 倉敷市立味野中学校
- 倉敷市立下津井中学校
- 倉敷市立児島中学校

- 倉敷市立琴浦中学校
- 倉敷市立郷内中学校

小学校
- 倉敷市立味野小学校
- 倉敷市立赤崎小学校
- 倉敷市立下津井東小学校
- 倉敷市立下津井西小学校
- 倉敷市立本荘小学校

- 倉敷市立児島小学校
- 倉敷市立緑丘小学校
- 倉敷市立琴浦東小学校
- 倉敷市立琴浦西小学校

- 倉敷市立琴浦南小学校
- 倉敷市立琴浦北小学校(休校)
- 倉敷市立郷内小学校
- 倉敷市立郷内小学校・尾原分校

学校教育法以外の法令に基づき設置される学校
- 独立行政法人海技大学校・児島分校（2008年10月23日、生徒募集が廃止されたことが発表される。2009年3月閉校）

支援学校
- 岡山県立倉敷琴浦高等支援学校

## 観光

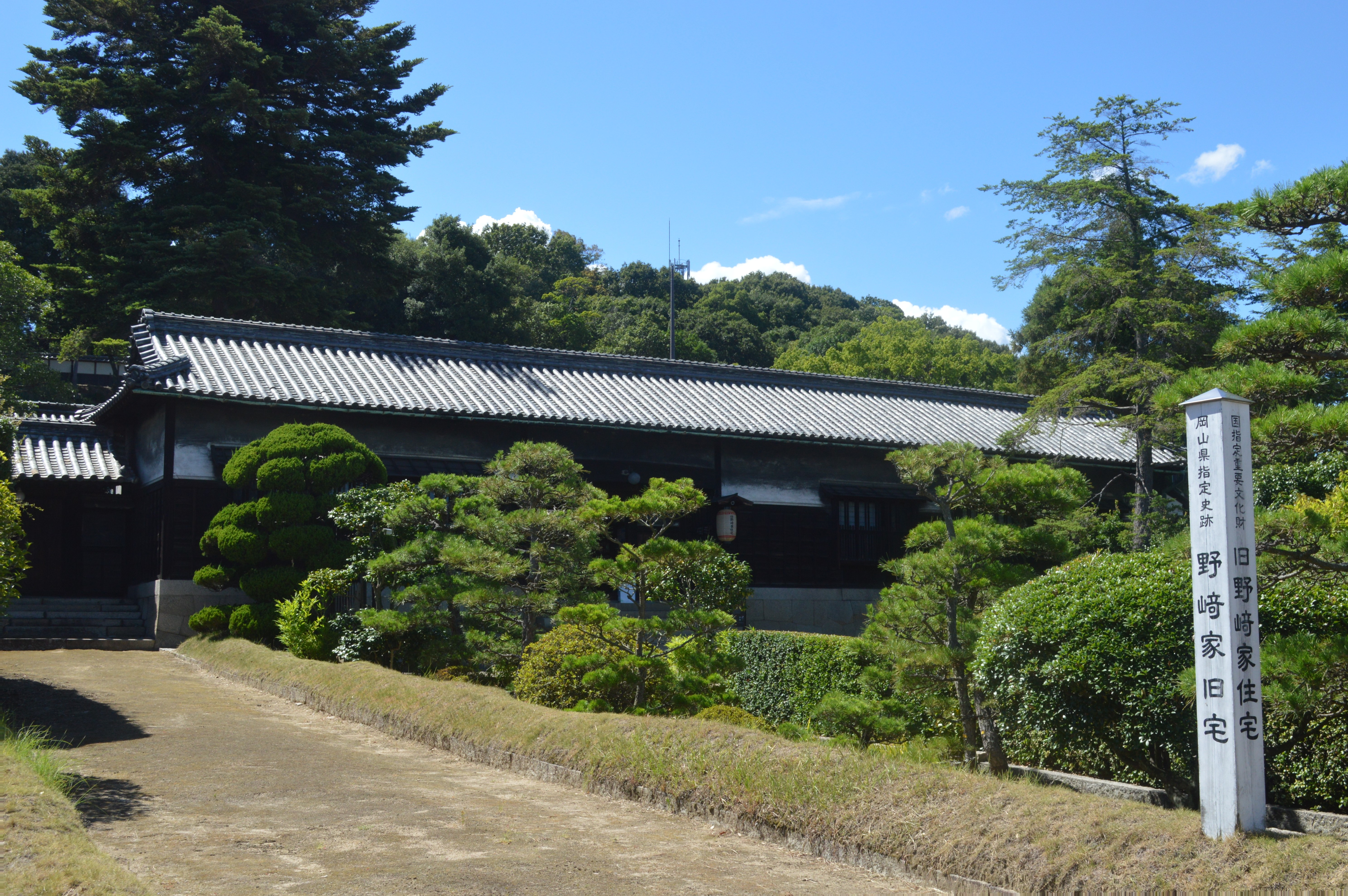
野崎家旧宅（重要文化財）

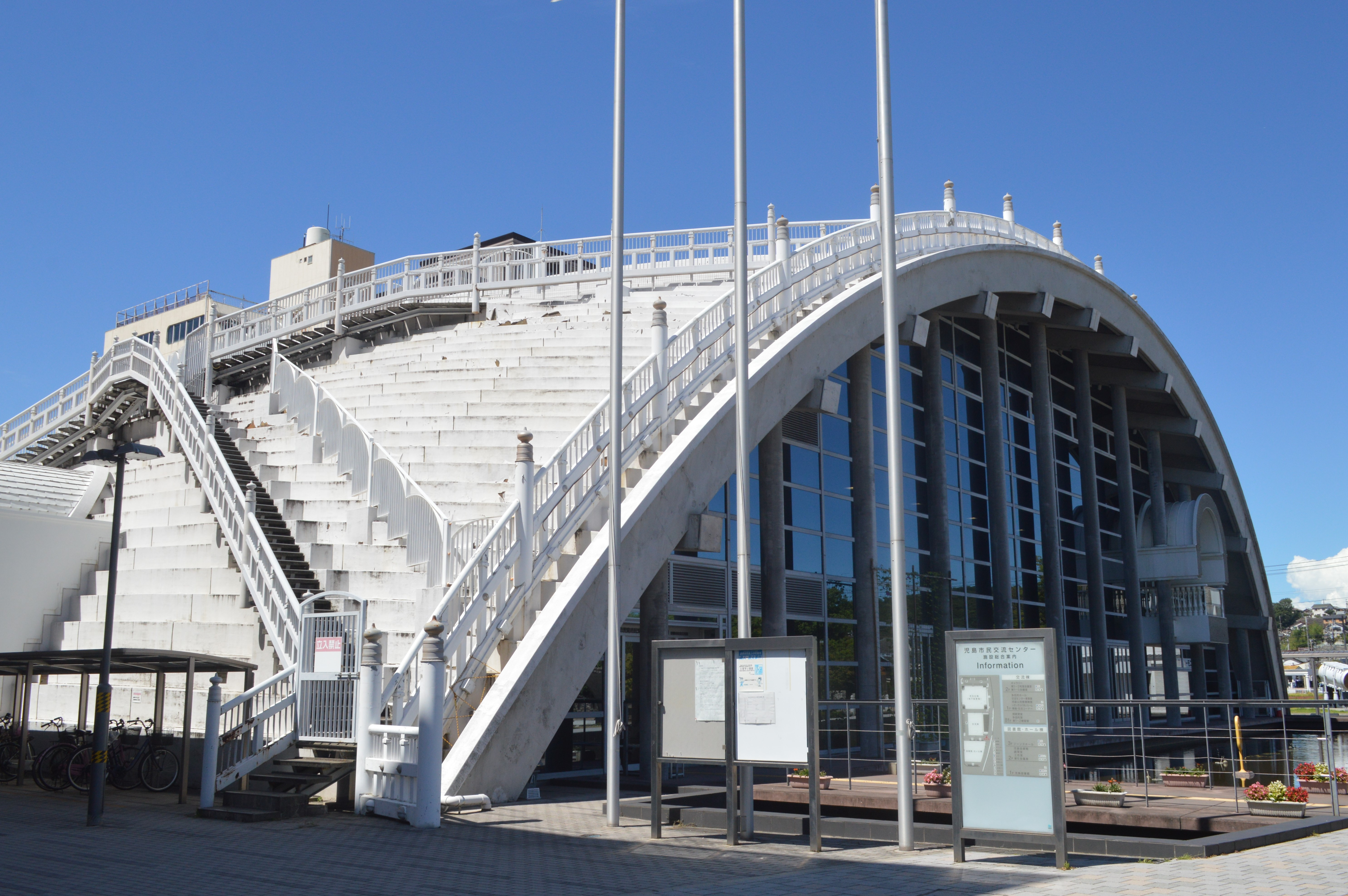
児島市民交流センター（旧・瀬戸大橋架橋記念館）

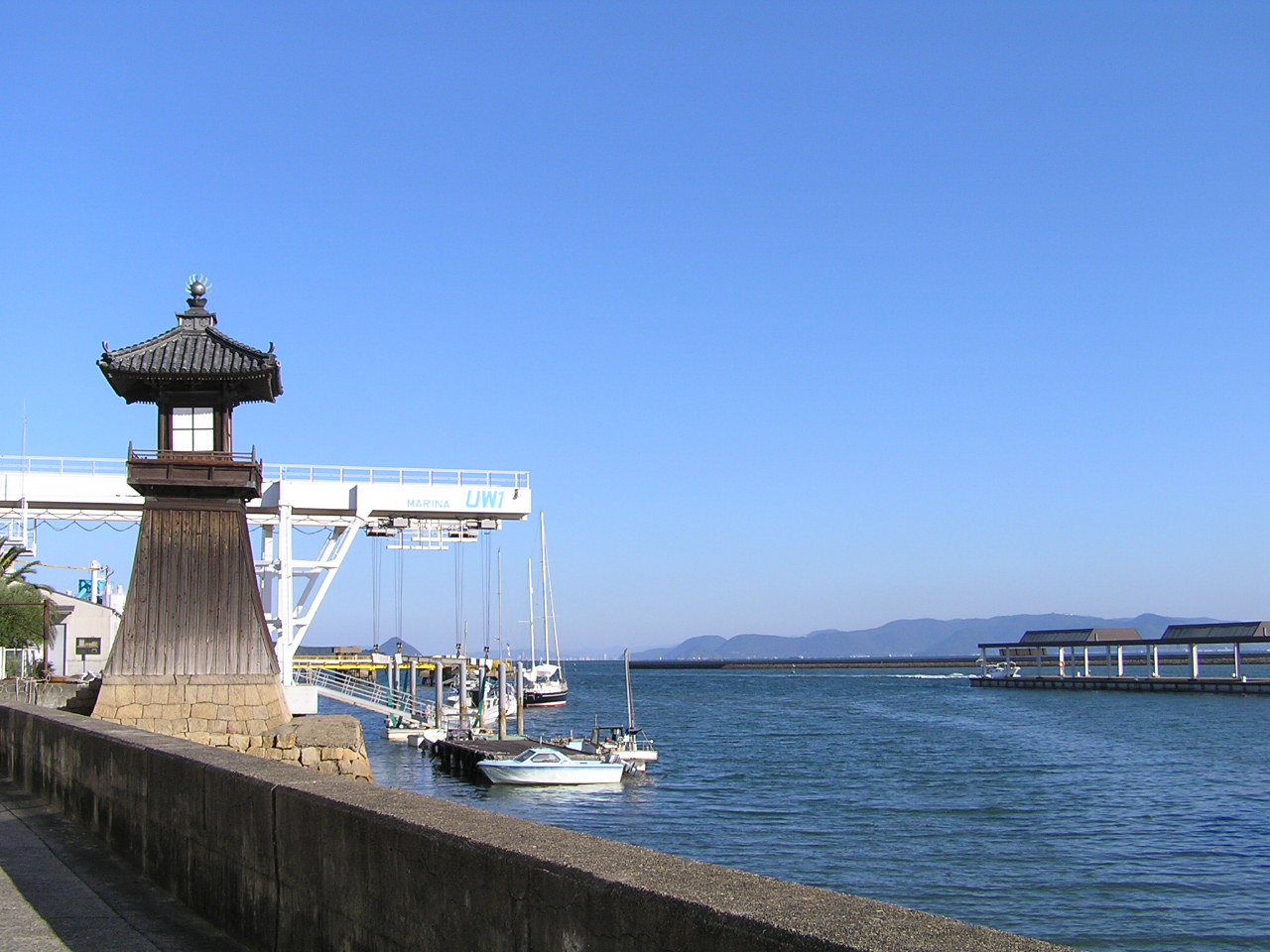
旧野崎浜灯明台と児島観光港

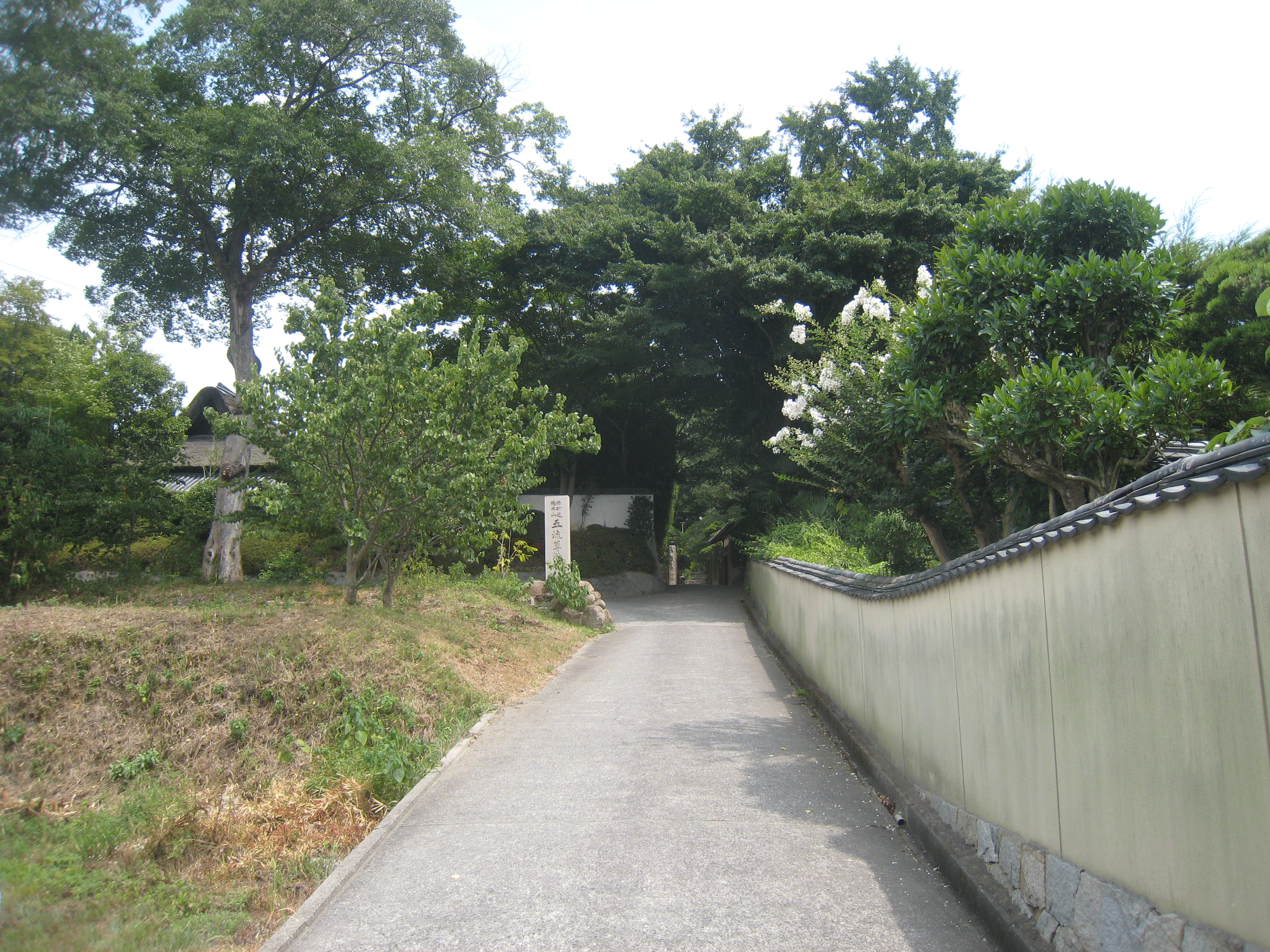
五流尊瀧院

### 名所・旧跡
市内
- 野﨑家旧宅（天保年間から建築、重要文化財） と周辺の町並み- 野﨑家塩業歴史館を併設
- たい暇堂（1896年建築の野﨑家別邸、3月のひなまつり期間中に一般公開されている。）
- 下津井電鉄児島駅跡
- 児島市民交流センター（旧・瀬戸大橋架橋記念館）
- ジーンズストリート
- ジーンズミュージアム
- 鴻八幡宮（10月のだんじり祭りで知られる）
- 総願寺跡宝塔（岡山県指定文化財、鎌倉時代初期建立の花崗岩製の宝塔、高さ280cm）
- 旧下村港周辺の町並みと大鳥居（金毘羅参詣と由伽参詣で栄えた港町）
- 田の口の荒神（倉敷市指定天然記念物の大楠と古墳がある）
- 田の口港周辺の町並みと大鳥居（金毘羅参詣と由伽参詣で栄えた港町）
- 吉塔寺（児島霊場本願所）

鷲羽山・下津井
- 鷲羽山からの備讚瀬戸と多島海の景観（瀬戸内海国立公園）
- 瀬戸大橋
- 下津井町並み保存地区
- むかし下津井回船問屋
- 荻野美術館（休館中）
- 祇園神社
- 下津井港
- 下津井城跡

由加山（瀬戸内海国立公園）
- 由加山蓮台寺とその門前町
- 由加神社本宮

通生
- 本荘八幡宮（石造鳥居は重要文化財に指定されている。）
- 通仙園（ツツジの名所、瀬戸内海国立公園）と水島灘の景観
- 通生港
- 般若院
- 梅荘（1905年建築の野﨑家別荘、うどん屋として営業している。）

郷内
- 熊野神社（重要文化財）と周辺の町並み
- 五流尊瀧院（宝塔は重要文化財に指定されている。）
- 頼仁親王御陵
- 清田八幡神社
- 一等寺

瀬戸内海国立公園
- 王子ヶ岳（花崗岩の奇岩で知られ、山頂からは瀬戸内海が見渡せる。パラグライダーやロッククライミングや海水浴ができる。）
- 竜王山（児島市街や瀬戸内海を一望できる。ハイキングコースがある。）
- 六口島（海水浴場や象岩（国の天然記念物）、大阪城修築の際の石切場跡がある。黒鯛とムール貝の産地でもある。365日大漁。）
- 松島（古い集落や平安時代に朝廷と戦った藤原純友を祭る国内唯一の神社がある。）
- 釜島（無人島、天慶2年(939年)頃築城の藤原純友城趾や塩釜神社がある。）
- 竪場島（無人島、通称 くじら島、個人所有の島であるが一般公開されており海水浴場等がある。）

### 娯楽・アウトドア
- 瀬戸大橋遊覧船 - 児島駅前の児島観光港を起点に、瀬戸大橋をめぐる観光船。
- ジーンズバス - 縫製工場やジーンズショップ、観光施設などを巡る路線バス。
- 鷲羽山ハイランド
- 児島競艇場
- 児島八十八カ所霊場巡り -児島柳田の吉塔寺の円明和尚により天保10年（1839年）開設された。四国八十八カ所の10分の一の距離で児島半島を右回りに一周する。児島地域には第19番から38番までの札所がある。
- 王子が岳浜（海水浴場）
- 王子が岳 （パラグライダー）
- 王子が岳 （ボルダリング）
- 高州（潮干狩り場、瀬戸内海に浮かぶ干潟で王子が岳浜から渡し船がある）
- 大浜海水浴場（下津井・下電ホテル前）
- 六口島海水浴場

### 祭事・催事
- せんい児島瀬戸大橋祭り

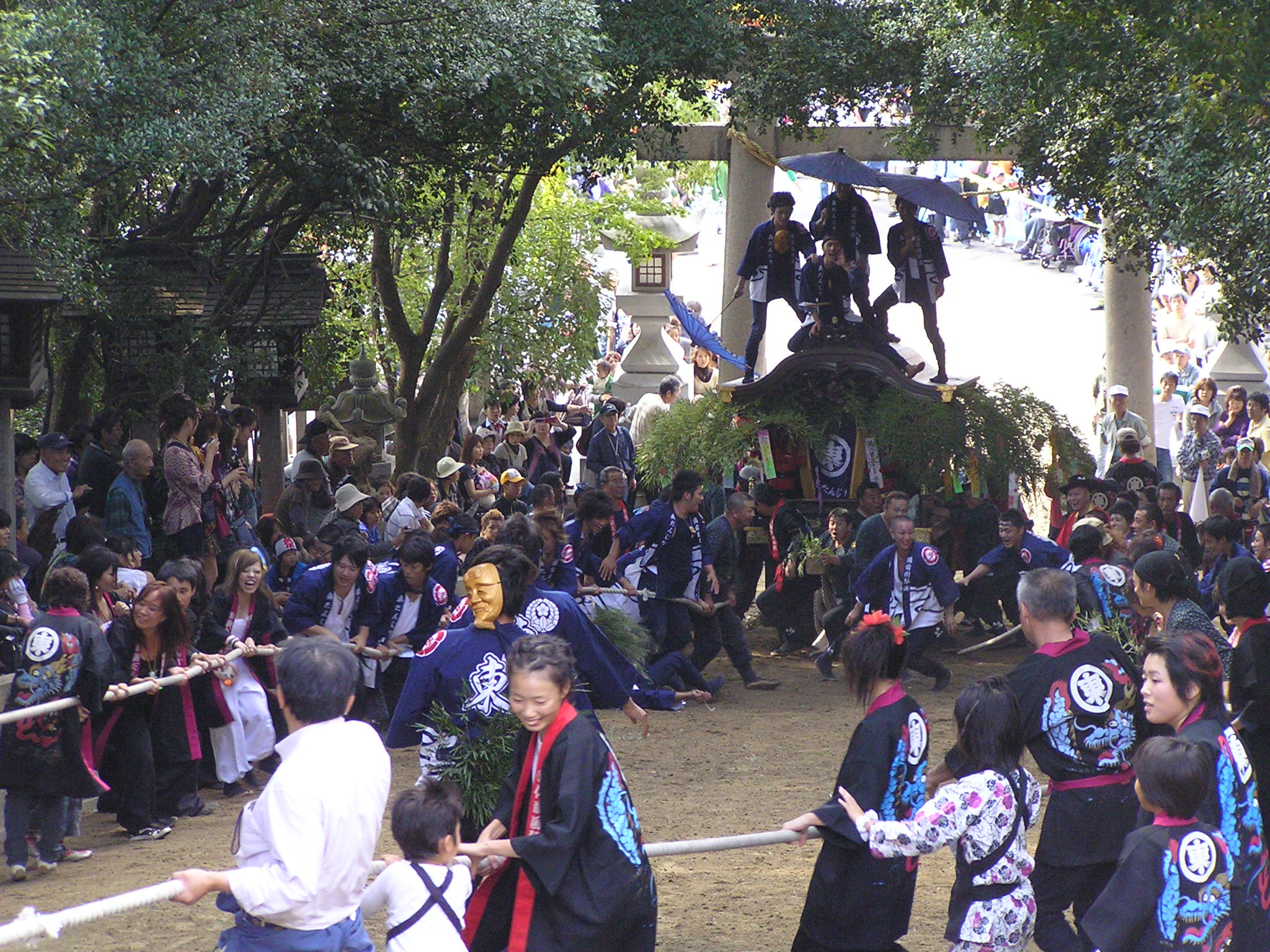
鴻八幡宮例大祭

春・秋の年2回、児島競艇場で開催。地元アパレルメーカーを中心に即売テントが出店。
- 鴻八幡宮例大祭

10月第2週の土・日、だんじり（山車）18台と千歳楽（太鼓台）1基が参道を登り境内へと向かう勇壮な祭。祭囃子である「しゃぎり」が岡山県重要無形民俗文化財。岡山三大だんじり祭りの一つ。
- 五流尊瀧院お日待大祭

約1300年の伝統を持ち、旧暦1月23日夜から24日早朝にかけて全国各地から参集する山伏により燃え盛る火炉を囲み執り行われる山伏問答、護摩供などを見ることができる。
- 瀬戸内倉敷ツーデーマーチ

3月。市内各地で行われるウォーキングイベント。
- 稗田八幡宮  輪くぐり 年中
- 木花咲耶姫神社  美の女神   山を登れば美しくなる。

- 倉敷国際トライアスロン大会

8月。平成11年(1999年)から開催していたファッションタウン児島国際トライアスロン大会は平成20年8月、第10回大会をもって終了したが、平成23年に現大会名で復活した。

### 宿泊
- 鷲羽ハイランドホテル
- 鷲羽山下電ホテル（瀬戸内海国立公園特別景勝地区内唯一のホテル）
- せとうち児島ホテル
- ホテル瀬戸大橋
- 倉敷シーサイドホテル
- 由加温泉ホテル山桃花
- 国民宿舎 王子が岳
- 鷲羽山 ユースホステル
- 旅館こふじ

### 特産品・名物
郷土料理・名物料理・銘菓
- 祭り寿司（ばら寿司）
- ママカリ料理（素焼きの酢漬け、酢漬け等）
- 鰆の味噌漬け
- 干しだこ
- お好み焼き「アンアン」のランチ
- サボテンの牛タン

- あんころ餅（由加）
- 苺大福
- 塩まんじゅう
- 塩羊羹
- 藤戸饅頭

地酒
児島の酒は、同じ児島半島の郡（現岡山市南区）を中心に児島諸白として中世から知られ、市街の背後に
控える花崗岩質の山から得られる地下水、良質な備前の米、備中杜氏などを背景として多くの酒蔵が立地する。
児島地域内に現在も残るのは、偶然にも江戸中期から後期にかけて創業された酒蔵ばかりである。
- 十八盛 ：十八盛酒造株式会社（児島田の口）
- 伊七 ：熊屋酒造有限会社（林）
- 三冠 ：三冠酒造有限会社（児島下の町）
- 雪嵐 ：尾崎酒造場（児島田の口）
- 秀峯連山 ：株式会社永山本家酒造場（大畠）
- 放駒 ：放駒酒造有限会社（児島稗田町）
- 松嵐 ：前野酒造株式会社（児島阿津）
- 児島鶴 ：児島鶴酒造有限会社（児島菰池）

海産品
- タコ（マダコ）
- イイダコ
- タイ
- チヌ（クロダイ）
- スズキ

- メバル
- アブラメ（アイナメ）
- ゲタ（舌平目）
- サワラ
- マナガツオ

- アナゴ
- イカナゴ
- ナマコ
- ワタリガニ（ガザミ）
- 貝柱（タイラギ）

工芸品
- オーダーメイドジーンズ
- 倉敷帆布
- 本藍染め製品
- 鷲羽彫

## 児島地域で撮影・児島地域が舞台の作品
- ひるね姫 〜知らないワタシの物語〜 - 2017年3月公開のアニメ映画

## 交通

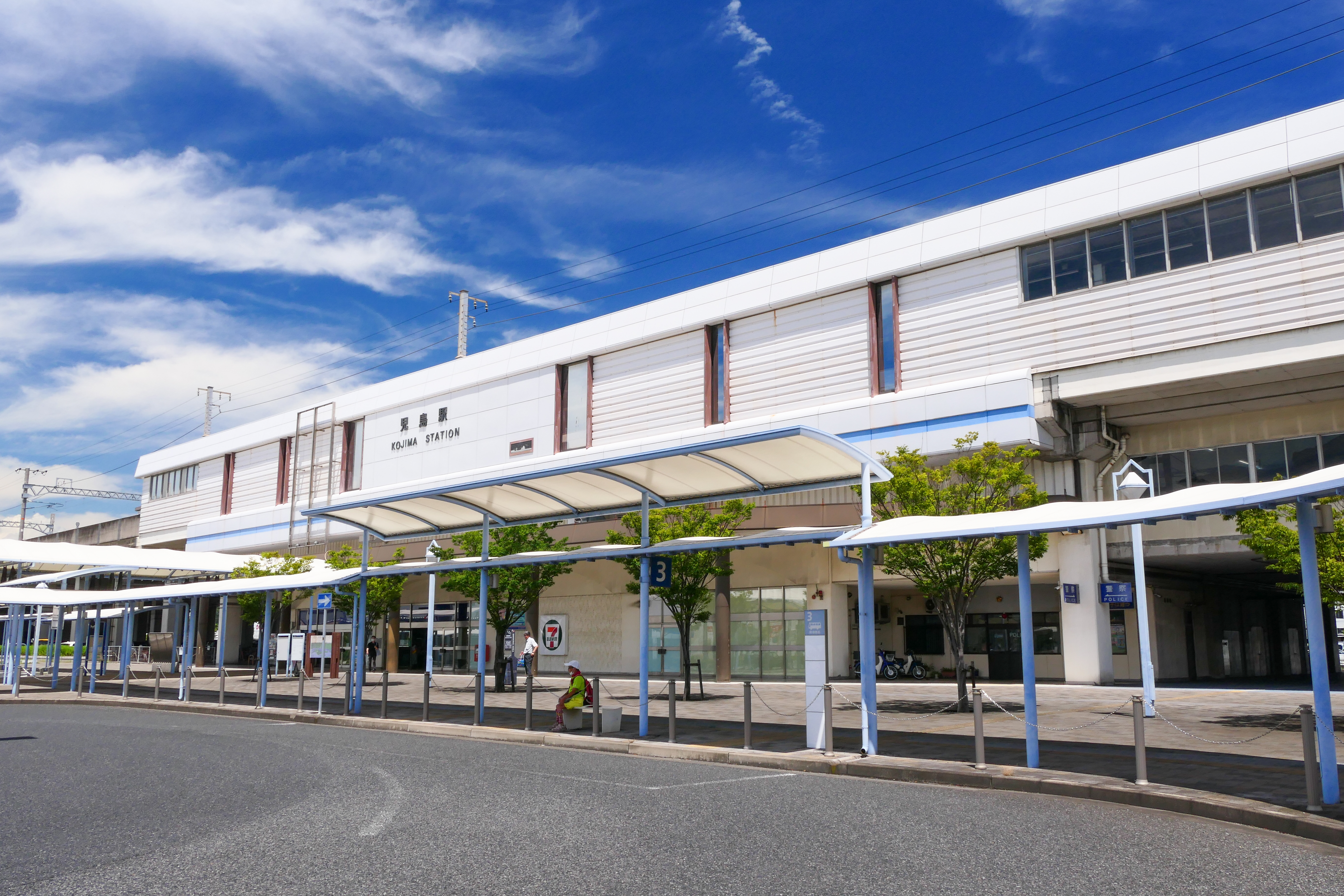
児島駅

### 陸上
鉄道
- 西日本旅客鉄道（※児島駅以南は四国旅客鉄道の管轄。児島駅は特急および快速の停車駅である。瀬戸大橋を渡る列車は 同駅でJR四国の乗務員に、瀬戸大橋を渡ってくる列車は 同駅でJR西日本の乗務員に、それぞれ交替を行う）
  - 瀬戸大橋線（本四備讃線）：木見駅 - 上の町駅 - 児島駅

路線バス
- 下津井電鉄（通称・下電バス）
  - 児島駅⇔倉敷駅など児島地域を中心に多くの路線を持つ。児島循環バスの「ふれあい号」や下津井循環バスの「とこはい号」も運行。玉野市方面は両備バスは平成17年4月1日より玉野方面から乗り入れていた児島駅⇔宇野駅直通便を廃止したため、王子ヶ岳国民宿舎にて連絡（平日6往復・休日5往復）している。また、岡山市方面は瀬戸大橋線開通の影響で現在は僅かになっている。
  - 興除線（天満屋（岡山） - 興除 - 下之町・小川7丁目 - JR児島駅）
  - 天城線（倉敷駅前 - 天城上之町 - 小川7丁目・下之町 - JR児島駅）
  - 塩生線（倉敷駅前 - 塩生 - 通生港口 - JR児島駅）
  - 王子ヶ岳線（JR児島駅 - 下之町 - 田の口浜 - 王子ヶ岳国民宿舎前）
  - 鷲羽山線（JR児島駅 - 田の浦 - 鷲羽山第二展望台）
  - 王子ヶ岳線（JR児島駅 - 田の浦 - 吹上港前 - 下津井）
  - 瀬戸大橋線（JR児島駅 - 児島IC - 櫃石島 - 岩黒島 - 与島）（与島で琴平バスの坂出駅前行きに連絡）
  - 下津井循環線（JR児島駅 - 下津井港前 - 吹上港前 - 鷲羽山第二展望台 - 大畠 - 児島支所前 - JR児島駅）
  - 児島循環線（JR児島駅 - 味野中学校前 - 小川7丁目 - 中山団地 - JR上の町駅 - 新常磐橋西 - 児島支所前 - JR児島駅）

高速バス
- 児島 - 新宿「ルミナス号」（夜行、小田急ハイウェイバス・下津井電鉄）
- 児島 - 京都「京都エクスプレス」（昼、下津井電鉄・両備バス・京阪京都交通）
  - 児島駅には入らず、下津井電鉄児島営業所からの発着となる。1往復のみ。

主な道路
- 瀬戸中央自動車道 水島IC - 鴻ノ池SA - 児島IC
- 国道430号
  - 玉野方面から児島市街地を抜け、水島・玉島方面につながる道路。産業道路と呼ばれている。
- 岡山県道21号岡山児島線
  - 岡山市と児島を結ぶ道路。三地区幹線と呼ばれている。
- 鷲羽山スカイライン（岡山県道393号鷲羽山公園線）
- 岡山県道62号玉野福田線
- 岡山県道165号藤戸早島線
- 岡山県道266号長尾児島線
- 岡山県道268号白尾塩生線
- 岡山県道276号宇野津下之町線

主な橋梁
- 瀬戸大橋（備讃瀬戸）
- 大正橋（小田川 ）
- 昭和橋（小田川）
- 平成橋（小田川）
- 常盤橋（下村川）
- 新常盤橋（下村川）
- 郷内橋（郷内川）

### 海上
港湾

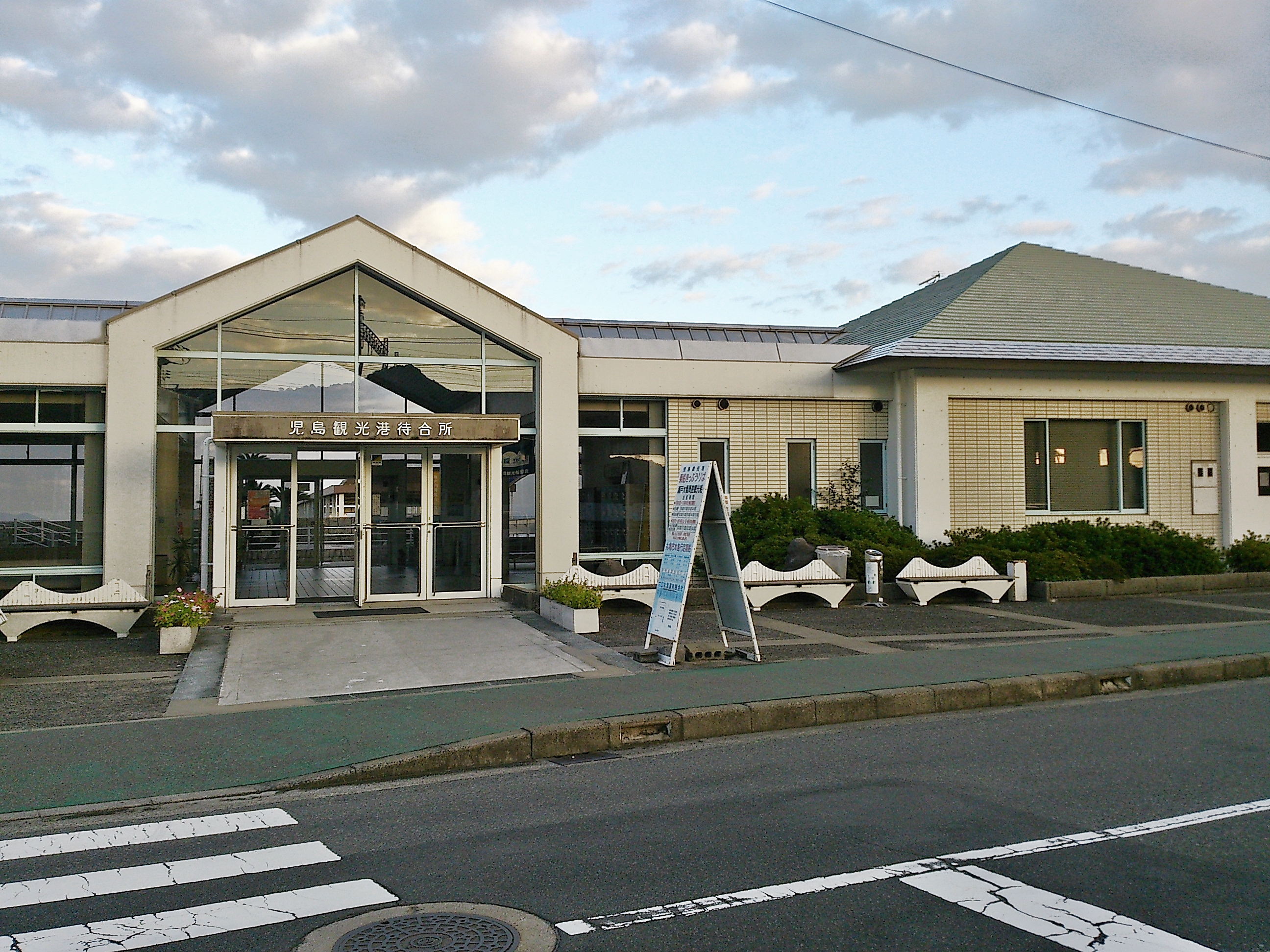
児島観光港

昭和34年の港湾法による指定以前には海に面する部落ごとに港を有していたが、現在では港湾法上の港湾の一部として取り込まれた結果、表面的にはその固有名が失われている物も多い。
中世から海運業で栄えた吹上港、田之浦港、下津井港の3港からなる下津井以外にも、近世に発展した田の口港や下村湊（現堀江港）など四国への渡船場として栄えた港を始め、地域でつくられた塩や小倉織などの商品の積出港として機能した港も多い。港名として残る地名は、住居表示の実施により失われた地域の固有名を現在に残す貴重な歴史遺産といえる。
近代以降は下津井港や琴浦港などで四国へのフェリーが運航され、1910年に隣接する玉野市に宇野港が築港され宇高連絡船が開通した後も存続したが、いずれの航路も廃止された。
- 児島港（地方港湾）

港湾法上の児島港は以下の港の集合によって構成される。
- 味野埠頭（児島小川）
- 児島観光港（児島駅前・児島味野・児島元浜町）
- 味野港（児島味野）
- 萱苅港（児島下の町）
- 和井田港（児島下の町）
- 沖熊港（児島下の町）
- 堀江港（児島下の町）（旧下村湊 瑜伽大権現の大鳥居が現存）
- 琴浦港（児島下の町・児島田の口）
- 田の口港（児島田の口）（瑜伽大権現の大鳥居が現存）
- 唐琴港（児島唐琴）

- 下津井港（地方港湾）（下津井）
- 大浜港（地方港湾）（大畠）
- 大畠漁港（第二種漁港）（大畠）
- 下津井漁港（第二種漁港）

下津井漁港は次の3港から成る。江戸時代には北前船の母港でもあった。
- 下津井漁港（下津井）
- 吹上港（下津井吹上）
- 田之浦港（下津井田之浦）

- 通生漁港（第一種漁港）
- 水島港（特定重要港湾）（児島塩生・児島宇野津）

港湾法上の水島港は東部を児島側に接し下記の港がその港内に取り込まれている。
- 大室漁港（漁港）（下津井）
- 大室港（下津井）
- 高島漁港（漁港）（児島塩生）
- 高室港（児島塩生）

- 呼松漁港（第一種漁港）（児島宇野津・児島塩生）

本太城跡の北側には本太港（児島塩生）がある。
航路
- 児島（児島観光港） - 本島（香川県）（4往復／日、所要時間約20分）
- 下津井 - 六口島（不定期、所要時間約10分）
- 下津井 - 松島（不定期、所要時間約10分）
- 下津井 - 釜島（不定期、所要時間約15分）

## 主な公共施設
- 児島市民交流センター（児島味野）
  - 倉敷市立児島図書館
  - 児島公民館
- 児島郵便局（児島駅前）
- 倉敷市立市民病院（児島駅前）
- 児島中央病院（児島小川）
- 倉敷市児島文化センター（児島味野）
- 琴浦公民館（児島下の町）
- 児島勤労青少年ホーム（児島小川）
- 児島働く婦人の家（児島小川）

## 郵便局
旧集配郵便局
・児島郵便局
味野地区
・児島味野郵便局
赤崎地区
・児島赤崎郵便局
琴浦地区
・児島下の町郵便局
・児島上之町郵便局
・児島田の口郵便局
・児島唐琴郵便局
・児島由加簡易郵便局
児島地区
・児島小川郵便局
・児島稗田郵便局
下津井地区
・下津井郵便局
・倉敷大畠郵便局
本荘地区
・児島塩生郵便局
郷内地区
・郷内郵便局

## メディア

### 新聞
- 山陽新聞児島支局
- デイリースポーツ岡山支局

### 地上波テレビ放送、FMラジオ放送
児島地域は電波銀座と呼ばれる瀬戸内海に突き出した形になっており、四方八方ありとあらゆる方向からの電波が飛び交っている。放送においては地元岡山県に加えてとりわけ香川県からの電波が容易に入る環境にあり、地形の関係で県内の送信所よりも良好に受信できる場合がある。
児島地域では神道山にある「児島中継局」を受信するが、同局はTSCテレビせとうちが電波を出していない（地上デジタルテレビ放送でも設置予定なし）ため、児島中心部では「高松局」（19ch、出力5kW、水平）を、木見地区では「岡山局」（23ch、出力20kW、水平）を受信している世帯が多い。その他、下津井地区の一部や本荘地区などの西海岸では児島中継局の山陰でエリア外になるため笠岡市の「笠岡中継局」もしくは香川県三豊市の「西讃岐中継局」を受信する。なお、この西讃岐局や高松局など香川県の電波を捉えての視聴では、デジタル・アナログ共にNHKの県域ニュース等エリア番組が岡山県及び中国地方のものでなく、香川県及び四国地方のものとなる。
地上デジタル放送については、児島中継局のうち先発のNHK・OHK・RNC・KSBが2009年1月30日（試験放送は前年2008年12月25日開始のため同日よりデジタル放送が視聴可能）、RSKは2010年に開局した。その他、2010年には木見中継局が開局した。いずれの場合も岡山局や高松局など開局済みの近隣送信所の電波を受信できればデジタル放送が視聴可能である。
- 偏波面が「垂直」となっているものについては、アンテナを通常の「水平」の場合から横に90度回転させることにより、大地に対して素子を垂直に立てる。

| 局名                 | 局名                 | NHK岡山 | NHK岡山 | NHK高松 | NHK高松 | RSK  | OHK  | TSC  | RNC  | KSB  | 出力            | 偏波面      | 送信 場所 |
| 局名                 | 局名                 | 総合    | 教育    | 総合    | 教育    | RSK  | OHK  | TSC  | RNC  | KSB  | 出力            | 偏波面      | 送信 場所 |
| デジタルリモコン番号 | デジタルリモコン番号 | 1ch     | 2ch     | 1ch     | 2ch     | 6ch  | 8ch  | 7ch  | 4ch  | 5ch  | 出力            | 偏波面      | 送信 場所 |
| -------------------- | -------------------- | ------- | ------- | ------- | ------- | ---- | ---- | ---- | ---- | ---- | --------------- | ----------- | --------- |
| 児島                 | デジタル             | 32ch    | 45ch    | -       | -       | 21ch | 47ch | -    | 15ch | 49ch | 3W              | 水平        | 神道山    |
| 児島                 | アナログ             | 1ch     | 12ch    | -       | -       | 7ch  | 61ch | -    | 59ch | 56ch | V10W/U30W       | V垂直/U水平 | 神道山    |
| 高松                 | デジタル             | -       | -       | 24ch    | 13ch    | 21ch | 27ch | 18ch | 15ch | 17ch | NHK1kW/民放500W | 水平        | 前田山    |
| 高松                 | アナログ             | -       | -       | 37ch    | 39ch    | 29ch | 31ch | 19ch | 41ch | 33ch | NHK10kW/民放5kW | 水平        | 前田山    |
| 木見                 | デジタル             | 36ch    | 26ch    | -       | -       | 19ch | 28ch | -    | 34ch | 29ch | 0.3W            | 水平        | 天満山    |
| 木見                 | アナログ             | 55ch    | 51ch    | -       | -       | 47ch | 61ch | -    | 49ch | 43ch | 3W              | 水平        | 天満山    |
| 岡山 (北讃岐)        | デジタル             | 32ch    | 45ch    | (24ch)  | (13ch)  | 21ch | 27ch | 18ch | 20ch | 30ch | 2kW(200W)       | 水平        | 金甲山    |
| 岡山 (北讃岐)        | アナログ             | 5ch     | 3ch     | -       | -       | 11ch | 35ch | 23ch | 9ch  | 25ch | V10kW/U20kW     | 水平        | 金甲山    |
| 西讃岐               | デジタル             | -       | -       | 24ch    | 13ch    | 21ch | 28ch | 18ch | 15ch | 17ch | 100W            | 水平        | 大麻山    |
| 西讃岐               | アナログ             | -       | -       | 44ch    | 40ch    | 48ch | 52ch | 46ch | 50ch | 42ch | 3kW             | 水平        | 大麻山    |
| 笠岡                 | デジタル             | 32ch    | 45ch    | -       | -       | 21ch | 27ch | 18ch | 20ch | 30ch | 30W             | 垂直        | 栂丸山    |
| 笠岡                 | アナログ             | 2ch     | 4ch     | -       | -       | 6ch  | 60ch | 22ch | 34ch | 55ch | V100W/U300W     | 垂直        | 栂丸山    |

- この他、地域の東海岸はアナログ放送においてNHK高松が香川県内の島嶼部向けに設置している「小豆島四方指中継局」のサービスエリア内でもある。

AMラジオ放送
- NHK岡山第1放送：603kHz（岡山局 出力5kW）
- NHK岡山第2放送：1386kHz（岡山局 出力5kW）
- RSKラジオ：1494kHz（岡山局 出力10kW）

FMラジオ放送
- NHK岡山FM：85.6MHz（児島局 出力10W 垂直）
- FM岡山：84.1MHz（児島局 出力10W 垂直）
- エフエムくらしき：82.8MHz（コミュニティFM放送 児島局 出力10W）

県外波
- ラジオ関西：558kHz（神戸局 出力20kW）
- 朝日放送ラジオ：1008kHz（大阪局 出力50kW）
- MBSラジオ：1179kHz（大阪局 出力50kW）
- 西日本放送ラジオ：1449kHz（高松局 出力5kW）

- エフエム香川：78.6MHz（高松局 出力1kW）

### その他の放送
放送局
- サンテレビジョン岡山支局

ケーブルテレビ
- 倉敷ケーブルテレビ児島支局

## 出身・ゆかりの著名人
- 児島高徳（武将、太平記に登場する。）（伝・林）
- 石川善右衛門（備前国岡山藩士、江戸時代、児島郡内の溜池の築造を指揮した）（愛知）
- 星島二郎（政治家、第47代衆議院議長、弁護士、瀬戸大橋架橋に尽力）（藤戸）
- 野﨑武吉郎（政治家、塩業家、元貴族院議員、地域に多大な投資や寄付を行い児島の発展に尽くした）（味野）
- 野﨑定次郎（政治家、塩業家、元衆議院議員）（味野）
- 佐々江賢一郎（元外交官、元外務省外務事務次官）（柳田）
- 宮家準（宗教指導者、宗教学者、慶應大学名誉教授、林（郷内地区）の五流尊瀧院住職で前宗教法人修験道管長。）（東京）
- 宮家邦彦（元外交官、評論家、研究者、林（郷内地区）の五流尊瀧院にルーツを持つ。）（東京）
- 田口江村（漢学者（儒者）、姓 石合）、幕末の江戸で活躍し幕府の諮問役も務め、多くの政治家や学者に影響を与えた。（田の口）
- 太宰施門（仏文学者、元京都大学名誉教授、京都帝国大学の仏文研究室を立ち上げた。）（小田）
- 前野まさる（前野嶤）（建築史家）（東京藝術大学名誉教授、日本の街並みや文化財建築の保存に大きな貢献をし、下津井や玉島の町並み調査も担当した。）
- 角南隆（建築家）（近代の神社設計手法の確立に貢献し、明治神宮や平安神宮を設計した。）
- 山本竹雲（茶人（煎茶道）、篆刻家、日本画家、漢詩人、明治初期の京都で文人文化を牽引した。）（味野）」
- 古市金峨（日本画家）（尾原）
- 斎藤真一（画家、作家）（味野）
- 木見金治郎（棋士、門下の大山康晴を育てた。）（木見（郷内地区））
- 洲脇伝右衛門（実業家、廻船業、児島の大規模塩田開発の先駆者、姓 堀内）（阿津）
- 野﨑武左衛門（江戸時代の塩田王、現在のナイカイ塩業創業者、福田新田村開発者、姓 昆陽野）（味野）
- 磯崎眠亀（実業家、発明家、錦莞莚を発明、両親が田の口出身）（茶屋町）
- 渾大防埃二（実業家、日本初の民間紡績会社である下村紡績所を創設し、倉敷紡績所の立ち上げにも協力した。その他にも多くの事業を興した。姓 高田）（下村）
- 渾大防益三郎（実業家、塩業家、水産試験場や養貝社を興した瀬戸内海の養殖業の先駆者。姓 高田）（下村）
- 佐藤槌太郎（実業家、現在の日本被服創業者）（下村）
- 尾崎邦蔵（実業家、現在の菅公学生服創業者）（田の口）
- 武鑓石五郎（実業家、現在の倉敷帆布創業者）（曽原（郷内地区））
- 中西七太郎（実業家、北前船船主、下津井軽便鉄道（現・下津井電鉄）設立時に多額の出資。筑豊炭田の御三家である貝島財閥の創業期にも融資。）（下津井）
- 永山久吉（実業家、下津井軽便鉄道（現・下津井電鉄）の設立に関与し、初代社長白川友一退任後二代目社長を務めた。）（大畠（下津井））
- 明石歓太郎（実業家、明石被服興業（現・明石スクールユニフォームカンパニー）創業者）（田の口）
- 村上秀夫（日出雄）（実業家、寅壱の創業者）（下の町）
- 尾崎小太郎（実業家、マルオ被服（現・ビッグジョン）創業者、初の国産ジーンズを製造。）（田の口）
- 尾崎利春（実業家、山尾被服工業（現・ボブソン）の創業の一人。）（田の口）
- 高田尚浩（実業家、髙田織物を設立。合成繊維使用の紋付の畳縁である大宮縁を開発）（唐琴）
- 宮原耕治（元日本経済団体連合会副会長、元日本郵船社長）（通生）
- 赤星豊（フリーライター、Krash Japan発行人）
- 東谷夏樹（元プロ野球選手、元阪急ブレーブス（現・オリックス・バファローズ）選手、パ・リーグ初のサイクルヒットを達成）（琴浦）
- 三宅秀史（元プロ野球選手、元阪神タイガース選手、ベストナインやオールスターゲームに選出。連続出場記録も有していた。）（琴浦）
- 瀬良明（俳優）（味野）
- 成田雅嗣（俳優、歌手）（琴浦）
- 葛城育郎（プロ野球選手、小中高校時代を児島で過ごした。）
- 辰吉丈一郎（プロボクサー）（味野）
- 常ノ山勝正（力士）
- 常の山日出男（力士）
- 鷲羽山佳和（力士）
- 川原周剛（プロサッカー選手）